# Martin Scheinin
Martin Scheinin, född 4 november 1954 i Helsingfors, är en finlandssvensk jurist och professor. Han är son till Arje Scheinin.
Scheinin blev juris doktor 1991. Han var 1987–1993 forskare vid Finlands Akademi och 1993–1998 biträdande professor i statsförfattningsrätt vid Helsingfors universitet samt blev 1998 professor i stats- och folkrätt vid Åbo Akademi. Sedan 2003 är han ledamot av Finska Vetenskapsakademien.
I sin forskning har Scheinin främst uppehållit sig kring mänskliga rättigheter, bland arbeten märks Ihmisoikeudet Suomen oikeudessa (1991) och Våra mänskliga rättigheter (1999). Han har arbetat för de mänskliga rättigheterna även för minoritets- och ursprungsfolk på det globala planet, bland annat som medlem av FN:s människorättskommitté och specialrapportör för FN:s post för mänskliga rättigheter, en post han utnämndes till 2005. 
Scheinin är en av dem som skrivit under Yogyakartaprinciperna, som blivit världsomfattande riktlinjer för mänskliga rättigheter.

## Utmärkelser
- Riddartecknet av I klass av Finlands Vita Ros’ orden,  6 december 2003[4]
- Kommendörstecknet av Finlands Lejons orden,  6 december 2023[5]

[Redigera Wikidata]